# 중산보
중산보(仲山甫)는 서주의 경사(卿士)이다. 강성(姜姓) 경씨(慶氏)로, 강상의 후손이다. 옛사람이 중산보를 번 목중(樊穆仲), 번중 산보(樊仲山父)로 오인하기도 하였다.

## 생애
시경 《증민(烝民)》1장은 중산보가 주 선왕의 명을 받아 제나라의 내란을 평정한 일을 서술하고 있다. 그의 사적에서 소심익익(小心翼翼), 명철보신(明哲保身)이란 성어가 나오기도 했다. 또한 선왕 때 노 무공이 두 아들을 데리고 선왕을 조현했는데, 선왕은 공자 희(戱)를 차기 노나라 제후로 만들려고 했다. 중산보가 장자를 폐하고 어린 이를 세우면 안된다며 반대하였으나, 선왕은 듣지 않았고, 무공이 죽은 뒤 공자 희가 즉위하여 노 희공이 되었다. 희공에 밀려 즉위하지 못한 태자 괄(括)의 아들 백어가 몇년 뒤 희공을 공격해 죽이고 자립하였다. 이후 선왕이 백어를 토벌해 죽였고, 중산보는 무공의 다른 아들인 공자 칭(稱)을 세울 것을 추천하니, 그가 노 효공이다.